# Park Geun-hye
Park Geun-hye (Daegu, 2 de fevereiro de 1952) é uma política sul-coreana. Foi presidente da Coreia do Sul de 25 de fevereiro de 2013 até 10 de março de 2017, quando foi removida do cargo por um processo de impeachment. Foi a primeira mulher a se tornar presidente de seu país. Ela foi a presidente do partido conservador Grande Partido Nacional (GNP) entre 2004 e 2006 e entre 2011 e 2012 (o GNP mudou seu nome para "Partido Saenuri" em fevereiro de 2012). Park foi membro da Assembleia Nacional da Coreia do Sul, servindo por quatro legislaturas consecutivas como representante constituinte entre 1998 e 2012, e seu quinto mandato foi de junho a dezembro de 2012.
É filha de Park Chung-hee (que foi presidente de 1963 a 1979), cujo governo foi marcado pelo forte anticomunismo e pelo início do Milagre do Rio Han, período de significativo crescimento econômico. Enquanto jovem, teve ambos os pais assassinados; em 1974, durante um espetáculo, a sua mãe, a primeira-dama Yuk Young-soo foi morta por um tiro disparado por um terrorista norte-coreano, que tinha como objetivo assassinar Park Chung-hee, seu pai. Em 1979, foi a vez de seu pai ser morto por um tiro dado pelo diretor da Agência Sul-Coreana de Inteligência.
Park Geun-hye, assim como seu predecessor e companheiro de partido Lee Myung-bak, é contra a chamada Sunshine Policy ("Política do Pôr-do-sol"). A presidente adotava uma política mais dura diante as agressões norte-coreanas, mas era a favor da reunificação da península. Durante os seus primeiros três anos, ela foi considerada a presidente mais influente do país desde os "três Kims" (Kim Young-sam, Kim Dae-jung e Kim Jong-pil). Foi presa em março de 2017 em sequência dos escândalos de corrupção e tráfico de influência que a levaram para o processo de impedimento.

## Presidência

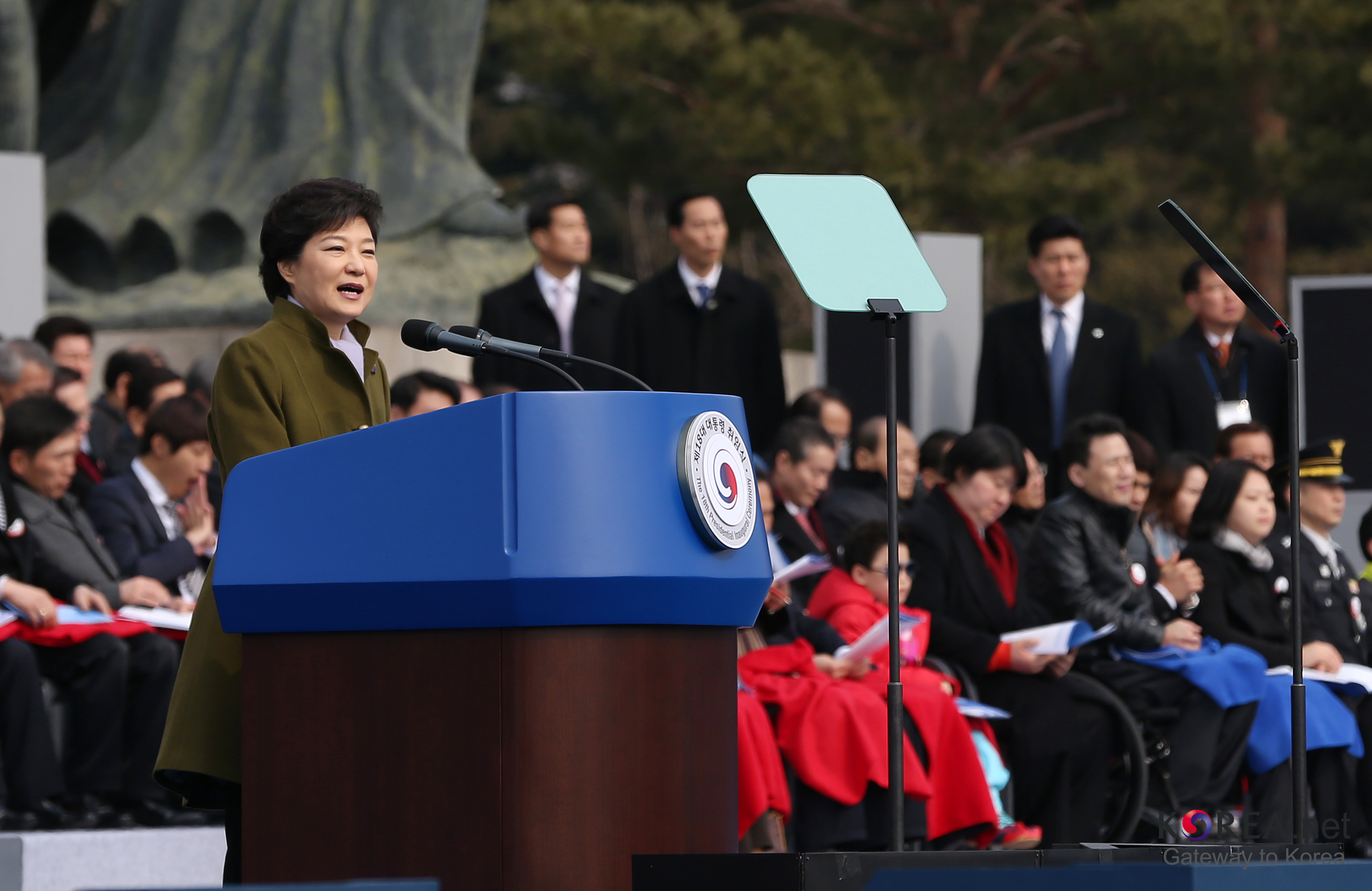
Park Geun-hye em seu discurso de posse, 2013.

Park tornou-se a 11ª presidente da Coreia do Sul em 25 de fevereiro de 2013, sucedendo Lee Myung-bak. À meia-noite do mesmo dia, ela assumiu o governo do país, incluindo a prerrogativa de Comandante Suprema das Forças armadas do país. Em seu discurso de posse diante da Assembleia Nacional, Park mencionou seus planos de uma "nova era de esperança", citando também seus objetivos da retomada da "prosperidade econômica, felicidade do povo e enriquecimento cultural". A presidente expressou particularmente suas expectativas de que a Coreia do Norte entregasse suas armas nucleares e da reunificação dos dois países.
A cerimônia de posse foi a maior na história da Coreia do Sul, com um público estimado de mais de 70 000 pessoas nas ruas de Seul. Além de representantes diplomáticos residentes no país, 24 países enviaram representantes; entre os quais a ex-primeira-ministra tailandesa Yingluck Shinawatra, o então Conselheiro de Segurança Nacional Thomas Donilon e o ex-primeiro-ministro japonês Yasuo Fukuda.
Perdeu o mandato em 10 de março de 2017, após o tribunal constitucional da Coreia do Sul confirmar o impeachment devido a acusações de corrupção e tráfico de influência.

### Política externa
Um de seus primeiros atos externos como Presidente da Coreia do Sul foi um encontro bilateral com o Secretário de Estado John Kerry e o Presidente Barack Obama. A visita de Park aos Estados Unidos foi sua primeira viagem ao estrangeiro após sua posse presidencial. A viagem durou de 5 a 9 de maio de 2013, incluindo as cidades de Washington, D.C., Nova Iorque e Los Angeles.
Assim como a grande maioria de seus antecessores, Park têm tido uma postura próxima com os Estados Unidos, que mantém cerca de 20 mil militares no país. Durante sua visita de Estado aos Estados Unidos, Park discursou diante do Congresso dos Estados Unidos, onde conclamou por uma ação conjunta contra as ameaças da Coreia do Norte. Park também sugeriu uma relação global mais ampla entre os dois países. Segundo sua avaliação sobre a segurança na península coreana, as capacidades de dissuasão são o fator mais importante. Park afirmou, no discurso, que a aliança coreana-estadunidense é a "mais bem-sucedida do mundo".

### Impeachment
A procuradoria-geral do país denunciou Park como cúmplice no caso em que suas relações políticas com sua velha amiga Choi Soon-sil mais conhecida como "Rasputina", presa em 2016 sob a acusação de fazer tráfico de influência e  extorquir empresas, obrigando-as a realizar grandes doações a várias fundações, e de se apropriar dos recursos doados.
O Parlamento da Coreia do Sul aprovou a destituição de Park Geun-hye em 8 de dezembro de 2016, por suas ligações com o caso. A moção de destituição foi aprovada por 234 votos a favor e 56 contra. Em consequência, os poderes da presidente foram transferidos para o primeiro-ministro, Hwang Kyo-ahn, até que a Corte Constitucional da Coreia decidisse sobre a aceitação ou rejeição do impeachment. Em 10 de março de 2017, os oito juízes da Corte Constitucional da Coreia ratificaram, por unanimidade, a decisão do Parlamento, e Park Geyn-Hye perdeu definitivamente seu mandato. Após a destituição, novas eleições presidenciais foram realizadas, em um prazo inferior a 60 dias, conforme prevê a legislação do país.
Park Geun-hye foi presa em 30 de março de 2017, semanas após sua destituição definitiva pela Corte Constitucional. Com o impeachment, Park havia perdido sua imunidade judicial e agora pode ser formalmente processada nas implicações dos escândalos que lhe custaram a presidência.
Em 2017 Park foi julgada com 18 acusações, incluindo corrupção, coerção e abuso de prisão, e incorre em prisão perpétua. A ex-Presidente terá recebido milhões de euros dos maiores conglomerados do país, como a Samsung. Park está também a ser julgada por ter deixado uma amiga, Choi Soon-sil, envolver-se em assuntos de Estado.